# Борланд, Солон
Солон Борланд (англ. Solon Borland, 21 сентября 1808, Нансемонд, Виргиния, США — 1 января 1864, Харрис, Техас, КША) — американский политик, журналист, врач и военный деятель. С 1848 по 1853 год он был сенатором США от Арканзаса.  Позднее он служил офицером армии Конфедеративных Штатов, в том числе командовал кавалерийским полком на Трансмиссисипском театре военных действий во время Гражданской войны в США. 

## Юные годы
Борланд родился 21 сентября 1808 года в округе Нансемонд, штат Вирджиния, в семье Томаса Борланда, уроженца Шотландии, и Харриет Годвин Борланд. Когда он был подростком, его семья переехала в Мерфрисборо, Северная Каролина, где он учился в Академии Хертфорда. Борланд также изучал медицину в Филадельфии и Луисвилле. В 1831 году, будучи капитаном, он возглавил отряд вирджинских ополченцев, который был отправлен в округ Саутгемптон для борьбы с восстанием рабов под предводительством Ната Тёрнера. Он и сам владел рабами.

## Политическая деятельность
После войны Борланд был избран сенатором США на оставшийся срок полномочий Эмброуза Хандли Севьера. Его взгляды в целом были направлены на разъединение, и он не пользовался популярностью у многих членов Сената. Во время дебатов 1850 года о правах южан он физически напал на сенатора от Миссисипи Генри Фута. Вскоре после возвращения в Литл-Рок, штат Арканзас, он обнаружил, что его взгляды не пользуются популярностью и на родине. В 1852 году он выступил против решения направить коммодора Перри с целью открытия Японии для международной торговли на том основании, что лидеры этой страны не оскорбляли интересы США, отказываясь открыть свою страну для международной торговли. Борланд ушёл из Сената США в 1853 году и был назначен Чрезвычайным посланником и Полномочным министром в Никарагуа.
Сразу после прибытия в Манагуа Борланд призвал правительство США отказаться от договора Клейтона — Бульвера, а американских военных — поддержать Гондурас в случае возможной войны с Великобританией. В своём публичном выступлении в Никарагуа он заявил, что его величайшей мечтой является увидеть Никарагуа «яркой звездой на флаге Соединённых Штатов». За это он получил выговор от госсекретаря Уильяма Марси. Покидая Грейтаун в мае 1854 года, Борланд вмешался в арест местными американского гражданина. Собралась толпа, и в лицо Борланду попала бутылка. Разгневанный, он сообщил об инциденте президенту США, который немедленно отправил канонерскую лодку и потребовал извинений. Когда никаких извинений не последовало, Грейтаун подвергся бомбардировке и был разрушен.
В октябре 1854 года Борланд вернулся в Литл-Рок и возобновил свою медицинскую практику и работу своей аптеки. Борланд отклонил кандидатуру президента Пирса на пост губернатора территории Нью-Мексико. Однако он продолжал активно участвовать в местной политике и открыто высказывал свои взгляды на права штата и его отделение.

## Военная деятельность

### Американо-мексиканская война
Во время американо-мексиканской войны Борланд получил звание майора Арканзасского конного пехотного полка, служившего под командованием Арчибальда Йелла. Борланд прослужил всю войну, передав свой газетный бизнес коллегам. 23 января 1847 года он был взят в плен мексиканской армией к югу от Сальтильо. Он бежал и был уволен, когда его полк был расформирован и собран в июне, но продолжал служить в армии в качестве добровольного адъютанта генерала Уильяма Дж. Уорта в течение оставшейся части кампании, от битвы при Молино-дель-Рей до взятия Мехико 14 сентября 1847 года. 

### Гражданская война в США
В начале Гражданской войны в США губернатор Арканзаса Генри М. Ректор назначил Борланда командующим ополчения Арканзаса и приказал ему возглавить экспедицию, которая захватила Форт-Смит, Арканзас, в первые дни войны, несмотря на то, что Арканзас ещё не отделился. К тому времени, как Борланд и его войска прибыли в Форт-Смит, федеральные войска уже ушли, и не было произведено ни одного выстрела. Менее чем через месяц его заменили на посту командующего на съезде по отделению Арканзаса, но он смог получить должность командующего Северо-Восточного Арканзаса. В 1861 году он некоторое время командовал складом в Питманс-Ферри, недалеко от Покахонтас, штат Арканзас, отвечая за развертывание войск и снабжение. Единственный сын Борланда от его третьей жены, Джордж Годвин Борланд, вступил в армию Конфедеративных Штатов, несмотря на то, что ему было всего 16 лет, и позже погиб в бою. Первая жена Борланда, Хулда Г. Райт (1809–1837), родила ему сына Гарольда, который служил в армии Конфедеративных Штатов в звании майора, назначенного в Восточный подрайон Техаса Трансмиссисипского департамента.
В этот период Борланд помогал набирать войска для Конфедерации, помогая сформировать 3-й Арканзасский кавалерийский полк 10 июня 1861 года и став его первым полковником. Полк был отправлен в Коринт, штат Миссисипи, но без Борланда. В конечном итоге полк служил под командованием генерал-майора Джозефа Уилера и принимал участие во Втором сражении при Коринте и в битве при мосту Хэтчи, а также в других сражениях в составе Армии Миссисипи. Однако Борланд так и не покинул Арканзас.
Находясь у власти в северном Арканзасе, он отдал приказ об установлении эмбарго на товары, чтобы положить конец ценовым спекуляциям, которое было отменено губернатором Ректором. Борланд протестовал, утверждая, что губернатор не может отменить приказ должностного лица Конфедерации, но в январе 1862 года его приказ был отменён военным министром Конфедеративных Штатов Джудой П. Бенджамином. В связи с ухудшением здоровья и возмущением по поводу этого позора Борланд в июне 1862 года подал в отставку с дальнейшей службы в Конфедерации и переехал в округ Даллас, штат Арканзас. Он умер 1 января 1864 года в возрасте 55 лет в округе Харрис, штат Техас. Его могила находится на старом городском кладбище в Хьюстоне.

## Журналистская деятельность
В 1843 году, после смерти своей второй жены, Борланд переехал в Литл-Рок, где основал «Arkansas Banner», которая стала влиятельной газетой в политике Демократической партии штата. Три года спустя Борланд вызвал на дуэль редактора конкурирующей газеты вигов Arkansas Democrat-Gazette из-за опубликованной против него клеветы. 
В октябре 1855 года Борланд вместе с Альбертом Пайком и Кристофером К. Дэнли вышли из Демократической партии, заявив, что партия стала аболиционистской. Дэнли, который был редактором вышеупомянутой Arkansas Democrat-Gazette, взял на себя управление газетой у Уильяма Э. Вудраффа и превратил её в рупор партии Know Nothing («Ничего не знаю»), к которой Дэнли и Борланд присоединились в октябре 1855 года.